# Hellzapoppin'
Hellzapoppin' is een Amerikaanse komische musical uit de jaren 30 die een enorme Broadwayhit was. Toentertijd, van 22 september 1938 tot 17 december 1941 was het de langst lopende Broadwaymusical. Met 1404 uitvoeringen was het een van de slechts drie shows met meer dan 500 uitvoeringen in de jaren 30.
In 1941 werd het stuk ook verfilmd door H.C. Potter met het komische duo Ole Olsen en Chic Johnson in de hoofdrollen. De surrealistische scènes, absurde humor en het doorbreken van de vierde muur beïnvloedden vele latere generaties komieken. Mede hierdoor groeide Hellzapoppin ook uit tot een cultfilm.

## De musical
Hellzapoppin was een slapstickmusical die voortdurend werd herschreven om actueel te blijven (in de openingsscène bijvoorbeeld spreekt Hitler met een Jiddisch accent). De show was een soort circus, compleet met dwergen, clowns en getrainde duiven, waarbij het publiek vrolijk meedeed. Het script werd geschreven door John "Ole" Olsen en Harold "Chic" Johnson, de muziek en teksten door Sammy Fain en Charles Tobias. In de show traden onder meer Chic Johnson en Ole Olsen op en Billy Adams, Ray Kinney en Whitey's Steppers.
De absurde humor bepaalde het succes van de show. De muziek was ondergeschikt. De muziek en teksten in de looptijd van de show bevatten werk van onder anderen Don George, Teddy Hall, Annette Mills, Gonzalo Curiel en Oscar Hammerstein II.
De show opende in het 46th Street Theatre maar verhuisde later naar het Winter Garden Theatre en het Majestic Theatre. Er werden meerdere succesvolle vervolgen van gemaakt. De televisieshow Laugh-In (1968-1973) was een poging om de sfeer te laten herleven voor een nieuwe generatie.

## Lijst met liedjes uit de musical
- 'Blow a Balloon Up to the Moon'
- 'Fuddle-Dee-Duddle'
- 'It's Time To Say Aloha'
- 'When McGregor Sings Off Key'
- 'Boomps-a-Daisy'
- 'We Won't Let It Happen Here'
- 'When You Look in Your Looking Glass'

## Verfilming
In 1941 draaide H.C. Potter een filmversie van de populaire musical. Ole Olsen en Chic Johnson speelden zichzelf. Verder speelden onder anderen Martha Raye en Shemp Howard mee. De verkoopslogan verzekerde het publiek dat 'any resemblance between Hellzapoppin and a motion picture are coincidental'. Dit was mogelijk ook de reden waarom de film het minder goed deed dan de musical. De film ging over Ole en Chic, die een film maakten voor een fictieve filmstudio Miracle Pictures (hun slagzin: 'If it's a good picture, it's a Miracle!') en bevat het waarschijnlijk beroemdste voorbeeld van de dans lindyhop op film: een spetterende routine van Whitey's Lindy Hoppers. Ook is er een minder beroemde dansscène te zien met Dean Collins. 
Jaren later werd de film herontdekt en gezien als een voorloper van de absurde humor die artiesten als Monty Python later zouden tentoonspreiden. Op zich was dit soort humor niet nieuw - The Marx Brothers maakten voorheen al surrealistische komedies - maar toch was Hellzapoppin zelfs in vergelijking hiermee nog waanzinniger. De vierde muur wordt eindeloos doorbroken. Zo groeide de film dan ook uit tot een cultfilm. Ook de bekende lindyhop-dansscènes zorgden tijdens de jaren 90 voor een revival van het genre. 
De film is overigens (net als bijna alle andere films van Olsen en Johnson) moeilijk te verkrijgen. Hij is ooit uitgegeven op PAL VHS maar tot in 2006 is er geen officiële dvd-versie.

## Trivia
- Pig Foot Pete, genomineerd voor een Academy Award voor beste muziek in 1942 (maar verliezend van White Christmas), werd in de nominatie vermeld bij Hellzapoppin, hoewel het feitelijk uit de film Keep 'Em Flying komt (van Bud Abbott en Lou Costello).
- De Engelse muziekproducent Malcolm McLaren verwijst in zijn nummer 'Waltz Darling' (1989) naar Hellzapoppin'.
- De sfeer van De Kiekeboes-album Album 26 werd door deze film beïnvloed.